# Cirrolygris momaria
Cirrolygris momaria är en fjärilsart som beskrevs av Pieter Cornelius Tobias Snellen 1874. Cirrolygris momaria ingår i släktet Cirrolygris och familjen mätare. Inga underarter finns listade i Catalogue of Life.